# Phytomyza flavinervis
Phytomyza flavinervis är en tvåvingeart som beskrevs av Frost 1924. Phytomyza flavinervis ingår i släktet Phytomyza och familjen minerarflugor.
Artens utbredningsområde är Texas. Inga underarter finns listade i Catalogue of Life.